# Sulima (herb szlachecki)
Sulima – polski herb szlachecki, noszący zawołanie Sulima. Wzmiankowany w najstarszym zachowanym do dziś polskim herbarzu, Insignia seu clenodia Regis et Regni Poloniae, spisanym przez historyka Jana Długosza w latach 1464–1480. Sulima jest jednym z 47 herbów adoptowanych przez bojarów litewskich na mocy unii horodelskiej z 1413 roku.
Występował głównie w ziemi gnieźnieńskiej, kaliskiej, łęczyckiej, sieradzkiej i krakowskiej. Spośród najbardziej znanych rodów pieczętujących się herbem Sulima, należy wymienić Sułkowskich i Gamratów.
Sulimy używał też Zawisza Czarny.

## Opis herbu

### Opisy historyczne
Jan Długosz (1415–1480) blazonuje herb i opisuje herbownych następująco:

Sulima, que aquilam nigram, cuius pedes et extremas partes corporis tres lapides quadri proporcionaliter distincti tegunt, in campo rubeo defert. Ex Almania genus ducens, cuius viri animosi et honorum cupidi; inter quos sub nostra etate Zauissius de Garbow, niger dictus, magis excellentia claruit.

Co po przełożeniu daje:

Sulima, który orła czarnego, którego nogi i dolne części ciała trzy kamienie kwadratowe proporcjonalnie ułożone zasłaniają, w polu czerwonym nosi. Ród z Niemiec, którego mężowie dzielni i zaszczytów żądni; między którymi w ostatnich latach Zawisza z Garbowa, nazywany Czarnym, wielką świetnością błyszczał.

Kasper Niesiecki, podając się na dzieła historyczne Bartosza Paprockiego, Szymona Okolskiego i Marcina Bielskiego, opisuje herb:

Herbu tego tarcza wszerz na dwie części przedzielona, na wierzchniej dzielnicy pół orła czarnego, w żółtym polu, ze skrzydłami rozciągnionemi, z pyskiem w lewą tarczy obróconym w spodniej zaś trzy kamienie w czerwonem polu, na hełmie z korony pół orła czarnego takiego jak na tarczy.

### Opisy współczesne
Opis skonstruowany współcześnie brzmi następująco:
Na tarczy podzielonej w pas, w polu I górnym złotym pół orła czarnego, w polu II dolnym czerwonym, trzy kamienie złote.
W klejnocie pół orła czarnego.
Labry herbowe czerwone, podbite złotem.

## Geneza

### Najwcześniejsze wzmianki i ewolucja wizerunku herbu

#### Najwcześniejsze przedstawienia
Pierwsze zachowane w źródłach przedstawienia herbu Sulima znalazły się na odciskach trzech woskowych pieczęci przywieszonych do dokumentów z 1352 roku oraz z około 1360 roku. Ich właścicielami byli duchowny krakowski – kustosz kolegiaty św. Michała na zamku – Franciszek oraz świecki dostojnik – podsędek krakowski Andrzej z Wawrowic. Warto wspomnieć, że zarówno na wcześniejszej, jak i późniejszej pieczęci, herb był jednopolowy, pozbawiony labrów i klejnotu. Nie są także znane barwy herbu Sulima z tego okresu.
Spośród kilku wizerunków pieczętnych z XIV wieku, na wzmiankę zasługuje pieczęć Stanisława Gamrata z Klimontowa przyłożona pod aktem unii w Horodle w 1413. Sulimczyk ten przyjął do swego herbu litewską rodzinę niejakiego Rodywiła, czyli Radziwiła. Nie chodzi tu jednak o protoplastę słynnej później litewskiej rodziny magnackiej herbu Trąby.
Mniej więcej w tym samym czasie Sulimę godnie prezentował Zawisza Czarny z Garbowa. Walcząc z Turkami i pełniąc różne misje u boku króla Zygmunta Luksemburskiego, być może w nawiązaniu do godła władców Niemiec, nadał on połowie orła w swym herbie barwę czarną. Z postacią Zawiszy wiąże się też pierwsze barwne ujęcie herbu Sulima w tej kolorystyce. Trafiło ono około 1415 roku do Księgi brackiej św. Krzysztofa na Arlbergu w Tyrolu (jako zadośćuczynienie za datek na rzecz tego bractwa, roztaczającego opiekę nad podróżnikami przekraczającymi Alpy). Oprócz wspomnianej barwy orła, jego oręż był srebrny, podobnie jak pole górne. Orzeł miał dodatkowo przepaskę srebrną. Pole dolne było czerwone, kamienie złote w układzie 2 i 1. Pojawiły się też nowe elementy – labry i klejnot – powtórzenie godła z górnego pola. Można przypuszczać, że zachodni ilustrator wzorował się na orłach śląskich (przepaska i barwa), niemieckich (barwa) oraz polskim (barwa pola). Nie wiadomo czy labry i klejnot były dodatkiem pochodzącym od samego Zawiszy czy od ilustratora.
W ciągu XV stulecia wygląd herbu Sulima uwieczniły trzy zachodnioeuropejskie role herbowe. Najbardziej znana z nich to burgundzki herbarz Złotego Runa autorstwa Jana de Saint Remy z około 1435 roku. Herbarz ten powtarza schemat barwny znany z Księgi Brackiej, jednak górne pole jest stylizowane tak, że bardziej przypomina głowicę. Herbarz nie przytacza klejnotu. Kolejne zachodnie herbarze Codex Bergshammar i Armorial Lycenich z lat dwudziestych-trzydziestych XV wieku, publikują podobny wizerunek, również stylizując górne pole na głowicę.
Równocześnie w kraju, wizerunki Sulimy miały w tym czasie już wyraźny podział na dwa pola. Przykładem są tu pieczęcie Władysława z Oporowa, biskupa włocławskiego w latach 1435–1441. Wizerunki tak stylizowane zachowały się też na zamku w Oporowie.
Ciekawy wariant wyglądu pochodzi z dekoracji relikwiarza św. Barbary z lat 1484–1493. Tarcza, obok ustalonego już podziału, ma dodatkowy element w postaci bordiury, godło zaś jest czerwone, a pole – złote.
Kolejne elementy pełnego herbu, obok labrów i klejnotu, pojawił się na dzwonie z Dmosina, datowanego na 1500 rok, z fundacji członka rodziny Oporowskich. Warto dodać, że jest to pierwsze przedstawienie Sulimy z labrami i klejnotem w Polsce. Dodatkowo, na hełmie znajdowała się korona szlachecka.
Pierwsze przedstawienie Sulimy z górnym polem złotym pochodzi z portretu Piotra Gamrata z lat 1541–1545. Tutaj jednak, górne pole bardziej przypomina głowicę. Podział dwupolowy i złote górne pole podaje natomiast tzw. Herbarz Arsenalski z około 1535-55. Dodatkowo, kamienie są całe srebrne. Wprawdzie srebrna tynktura górnego pola pojawia się jeszcze w XVI wieku, ale można przyjąć, że tynktura złota stała się wtedy dominująca. Dużo w tym zasługi nowego kompendium wiedzy heraldycznej z 1584 – Herbów rycerstwa polskiego Bartosza Paprockiego. Przedstawia on wizerunek herbu pełny, nie identyfikuje jednak barw kamieni. Ponadto, za sprawą błędu rytownika, orzeł w klejnocie i godle jest zwrócony w lewo, co powielano w późniejszych czasach.
Herb ten spotykamy ponadto na kilku gotyckich płytach nagrobnych, m.in. w Gnieźnie i Kole, jako detal architektoniczny kilku kościołów i zamku w Oporowie koło Kutna, także jako symbol fundatorów rozmaitych precjozów kościelnych – drogocennego kielicha, księgi.

#### Najwcześniejsze wzmianki pisane
Schyłek XIV wieku przyniósł pierwszą wzmiankę pisaną o herbie Sulima. W 1397 roku nazwa rodu i herbu pojawiła się w księgach sądowych województwa łęczyckiego (zapis de cleynodio Sulima). Z tego samego roku pochodzi pierwsza wzmianka o rodzie Sulimów w księgach sądowych konińskich. Odtąd wielokrotnie przewijała się w rozmaitych zapiskach heraldycznych, czasem wraz z lakonicznym opisem herbu po łacinie lub po polsku, np. pol horla a trzi kamene (1423), orzel ze trzema kamienioma (1568) lub trzy kamienie y pul orla v czarnym polu (1580). Na szczególną uwagę zasługuje niewyjaśniona dotąd wzmianka o czarnym polu. Być może chodzi tu o bliżej niesprecyzowaną odmianę.
Opis herbu Sulima znalazł się też w pierwszym polskim herbarzu – Klejnotach przypisywanych Janowi Długoszowi z lat 60. XV stulecia. Długosz opisuje herb bez podziału pola. Możliwe, że po prostu pominął ten szczegół opisu, lub opierał się na starszych wizerunkach.
Najwcześniejsza wzmianka o proklamie, identycznej z nazwą herbu, pochodzi z 1424.
Najwcześniejsze lokalne źródło heraldyczne wymieniające herb to datowane na lata 1464–1480 Insignia seu clenodia Regis et Regni Poloniae polskiego historyka Jana Długosza, który wywodził go z terenu Niemiec. Zapisuje on informacje o herbie wśród 71 najstarszych polskich herbów szlacheckich we fragmencie: „Sulima, que aquilam nigram, cuius pedes et extremas partes corporis tres lapides quadri proporcionaliter distincti tegunt, in campo rubeo defert. Ex Almania genus ducens, cuius viri ani- mosi et honorum cupidi. Inter quos sub nostra etate Zauissius de Garbów, Niger dictus, magna excellencia claruit.”.

### Geneza nazwy
Według Marii Bobowskiej-Kowalskiej nazwa herbu pochodzi od nazwy osobowej (imienia) Sulima, Sulim (od 1394 występuje w źródłach Sulima z Różyc, niewątpliwy członek tego rodu).
Za wiarygodną można uznać także hipotezę Władysława Semkowicza wywodzącą nazwę herbu Sulima (typu topograficznego) od wsi gniazdowej Sulimów w Wielkopolsce, Sulina pod Kłeckiem w powiecie gnieźnieńskim, parafii Dębnica. Inna wieś o zbliżonej nazwie – Sulimów (obecnie Sulmów) znajdowała się w powiecie sieradzkim, parafii Goszczanów. Jest ona znana źródłom pisanym dopiero od 1391 r. i znacznie oddalona geograficznie od łęczyckich dóbr różnych rodzin tego herbu znanych z późniejszego okresu. Niezbyt daleko jednak stąd (około 30 km w linii prostej) do sieradzkiego Ostrowska koło Uniejowa – wsi związanej z Sulimami już w XIII w.
Mało prawdopodobna wydaje się inna hipoteza wywodząca nazwę rodu Sulimów od rodzaju średniowiecznej broni drzewcowej – sulicy.

### Symbolika herbu
Czarny orzeł jako symbol siły był godłem cesarzy rzymskich i niemieckich.
Według legendy podanej przez Leopolda von Ledebura protoplasta Sulimitów miał dodać do herbu trzy szlachetne kamienie, aby wykazać wspólnotę krwi z dwoma braćmi, od których miał się odróżniać poprzez imię i godło.

### Pochodzenie Sulimczyków
Jan Długosz stawia hipotezę, powtarzaną później przez innych heraldyków (Paprockiego, Bielskiego, Okolskiego, Niesieckiego), jakoby Sulimczycy byli rycerstwem napływowym z Niemiec. Świadczyć miałby o tym czarny orzeł, nawiązujący rzekomo do heraldyki królów i cesarzy Rzeszy. Niesiecki podaje nawet za przykład pruską rodzinę Slomff, która w jednym z pól czterodzielnego herbu miała pół czarnego orła i pisze o nich jako o krewnych Sulimczyków. Hipoteza ta jest jednak dziś podawana w wątpliwość przez niektórych historyków: ma ona nie spełniać tzw. kryterium imionowego, które jasno wykazuje, że imiona najwcześniejszych wzmiankowanych Sulimitów miały charakter czysto polski (np. Strzeszko, Budzisław, Wierzchosław).

## Herbowni

### Lista Tadeusza Gajla
Lista herbownych w artykule sporządzona została na podstawie wiarygodnych źródeł, zwłaszcza klasycznych i współczesnych herbarzy. Należy jednak zwrócić uwagę na częste zjawisko przypisywania rodom szlacheckim niewłaściwych herbów, szczególnie nasilone w czasie legitymacji szlachectwa przed zaborczymi heroldiami, co zostało następnie utrwalone w wydawanych kolejno herbarzach. Identyczność nazwiska nie musi oznaczać przynależności do danego rodu herbowego. Przynależność taką mogą bezspornie ustalić wyłącznie badania genealogiczne.
Pełna lista herbownych nie jest dziś możliwa do odtworzenia, także ze względu na zniszczenie i zaginięcie wielu akt i dokumentów w czasie II wojny światowej (m.in. w czasie powstania warszawskiego w 1944 spłonęło ponad 90% zasobu Archiwum Głównego w Warszawie, gdzie przechowywana była większość dokumentów staropolskich). Lista nazwisk znajdująca się w artykule pochodzi z Herbarza polskiego, Tadeusza Gajla (278 nazwisk). Występowanie na liście nazwiska nie musi oznaczać, że konkretna rodzina pieczętowała się herbem Świnka. Często te same nazwiska są własnością wielu rodzin reprezentujących wszystkie stany dawnej Rzeczypospolitej, tj. chłopów, mieszczan, szlachtę. Jest to jednakże dotychczas najpełniejsza lista herbownych, uzupełniana ciągle przez autora przy kolejnych wydaniach Herbarza. Tadeusz Gajl wymienia następujące nazwiska uprawnionych do używania herbu Świnka:
|  | Ankudowicz, Arczyński. Bahłaj, Barzykowski, Baytel, Beutel, Białopiotrowicz, Bielecki, Bodywił, Borkowski, Botwit, Bratkowski, Bratoszewski, Broszniowski, Brzośniewski, Buchler, Budwił, Budwiłło, Budzisławski. Cellari, Chabinowski, Charabinowski, Charbinowski, Charbowski, Chawłowski, Chociowski, Chodowski, Chrzczonowski, Ciołek. Czarnokruk, Czarny. Daniłowicz, Dawilowicz, Dawiłowicz, Dejm, Dejma, Deym, Dziedziłowski, Dzierzański, Dzierżański, Dzierżeński, Dzierżyński. Fabisiewicz, Farurej. Gajewski, Gajowski, Gamrat, Garbatowski, Garbolewski, Garbowski, Gern, Gocłowski, Godwadowski, Gomulicki, Gosłubski, Goślubski, Gottowt, Gotund, Gotundowicz, Gotuntowicz, Gralewski, Grocholiński, Grocholski, Grodź, Gryżewski. Hajewski, Hamszej, Hamulecki, Henszel, Herbatowski, Holstein, Horbatowski, Horbowski, Hrycałowicz, Hryszkiewicz. Jacewicz, Jacimierski, Jacimirski, Jackiewicz, Jacuński, Jacymierski, Jacymirski, Jaroszewski, Jaryczewski, Jaryczowski, Jaśkiewicz, Jelski. Kaliński, Kamiński, Kielecki, Kiernoski, Kiernowski, Kilarski, Kilewski, Kiliński, Kniażyński, Kniehinicki, Knihynicki, Konoplicki, Konrad, Konrade, Korendowicz, Korzeniowski, Kot, Kropiński, Krzyżanowski, Kuklinowski, Kurek, Kurzyna. Latalski, Leski, Leszczyński, Liczkowski, Lipstowski. Łagiewnicki, Ławecki, Łazarew, Łyczkowski Małgowski, Małowidzki, Margiewicz, Mazowita, Mentoński, Mentowski, Miedzianowski, Miloński, Miluński, Miłobęcki, Miłobędzki, Miłoński, Miłowski, Mordwin, Mormuzowski. Niementowski, Niemętowski, Niemiętowski, Niewiardowski, Nowowiejski. Obidowski, Ogrodzieński, Ogrodziński, Oporowski, Opporowski, Opulski, Oziembłowski, Oziębłowski. Paszkiewicz, Pawłowski, Pągowski, Pęgowski, Pieczymucha, Piepol, Pipa, Pleszewski, Pleszowski, Popiel, Przeborowski, Przejuski, Przejuszyn, Przeuski, Przyborowski, Przybyłowicz, Przygodziński, Przygodzki, Przyłoski, Przyłucki, Przyłuski. Radwiłłowicz, Radwiłowicz, Radziwiłłowicz, Radziwiłowicz, Radziwonowicz, Radzwiłowicz, Rodywił, Rogaczewski, Rokoszek, Romka, Roski, Rowski, Rożecki, Rożycki, Rybieński, Rybiński, Ryczgorski, Rymidowicz. Salcewicz, Samojło, Samojłowicz, Samujło, Saulewicz, Saulski, Sawicz, Skarbek, Służewski, Służowski, Smolko, Smołka, Srobski, Stanisławski, Stankiewicz, Stawiński, Strawiński, Stromski, Strumski, Strzeż, Sulikowski, Sulima, Sulisławski, Sulkowski, Sułkowski, Swichowski, Szajewski, Szajowski, Szalewicz, Szalowski, Szałowski, Szantyc, Szantyr, Szawirski, Szawlewicz, Szawłejko, Szawłowicz, Szawłowski, Szklarzewski, Szochroder, Szpakowicz, Szpakowski, Szredok, Szrobski, Szropski, Szrzobski, Szulakowski, Szulczewski, Szumlewicz, Szwaranowicz, Szwaroniewicz, Szymkajło. Świechowski, Świętochowski. Trublajewicz, Trzciński, Tumiłowicz, Twaranowicz, Tychonowicz. Ulanowicz, Ulanowski, Ullanowicz, Ułanowicz, Ułanowski, Uziembło, Uziębło. Wąsowicz, Wierszowt, Włodek, Włodkowicz, Wojanowski, Wolski, Wysocki. Zabłocki, Zabokrzecki, Zabokrzycki, Zadarnowski, Zadernowski, Zalajewicz, Zaleński, Zaleski, Załęski, Zassowski, Zawidzki, Zawisza, Zemęcki, Ziemecki, Ziemiecki, Ziemięcki, Zylajewicz. Żabokrzecki, Żabokrzycki. Tadeusz Gajl, Herbarz Polski |

Niektóre z nazwisk należą do rodów przypuszczonych do herbu drogą adopcji. Pierwszym (nie licząc Rodywiła) udokumentowanym adoptowanym (rok 1506) był radny Jan Baytel (Beutel) z Torunia. W 1522 Sulimitą stał się Stanisław Vitreator (Szklarz – Szklarzewski), zaś cztery lata później – Fedor Dawiłowicz z Witebska z dziećmi oraz braćmi – Saulem, Emanuelem i Jerzym Zylajewiczami. Zostali oni adoptowani przez Piotra Służewskiego i Jana Gamrata. Z adopcji pochodził też herb Feliksa z Trynczy z 1540, ale w nim dokonano odmiany klejnotu (patrz sekcja odmiany, wersje arystokratyczne oraz alternatywne przedstawienia herbu). Nowych Sulimitów przyjmowano do rodu do końca istnienia I Rzeczypospolitej. Antoniego, Krzysztofa i Walentego Deymów nobilitowano i nadano Sulimę w 1768, Jerzego Trublajewicza rok później, zaś Melchiora, Kaspra i Jana Szajowskich (Szajewskich) w 1776.
Sulimy używały także kilka rodzin pochodzenia obcego, m.in. tatarskiego i ormiańskiego.
Stanisław Dziadulewicz wymienia tatarskiego pochodzenia rodzinę kniaziowską Ułanowiczów (którzy mają pochodzić od Jaśka Kazkowicza ze starszej linii kniaziów Kryczyńskich; nazwisko to od nazwy wsi Ułanowicze miał przyjąć w okresie 1640-1650 Adam). Wspomina on też, że w 1819 Ignacy Ułanowicz herbu Sulima (piszący się Ullanowicz i używający przydomku „na Solms”) wniósł podanie do senatu Królestwa Polskiego o przyznanie mu tytułu hrabiowskiego z racji że ojciec jego w różnych transakcjach urzędowych brał ten tytuł i że zapisany był nawet w metryce jako hrabia. Komisja senatu w roku 1824 dowody te uznała i tytuł przyznała. Nazwisko Zabłocki jako nazwisko rodziny pochodzenia tatarskiego wymienia serwis Tatarzy polscy.
Pochodzenia ormiańskiego według Ludwika Korwina miała być rodzina Jaśkiewiczów. Z tej rodziny mieli być między innymi: Jan – lekarz nadworny króla Stanisława Augusta Poniatowskiego, profesor Uniwersytetu Jagiellońskiego, Józef – sędzia praw ormiańskich we Lwowie w 1765, sekretarz królewski, Gabriel i Franciszek Ksawery – sekretarze królewscy.
Warto wspomnieć o wydanej w 1855 książce rosyjskiego heraldyka Aleksandra Borysowicza Łakiera Heraldyka rosyjska. Autor przytacza tam nazwiska rosyjskiej szlachty, która przejęła niektóre polskie herby. Wśród nich jest Sulima. Łakier nie wyjaśnia, w jaki sposób zachodziło takie przejmowanie. Pewne jest, że kilka polskich rodzin osiadło w Rosji. Rdzennie rosyjskie rody mogły zaś przyjmować polskie herby na zasadzie upodobniania wizerunków własnych. Herbem Sulima miały według Łakiera pieczętować się rodziny: Bantysz-Kamienski, Guriew i Sabłukow (z niesprecyzowaną odmianą). Herb Sulima, jako jeden z 271 polskich herbów szlacheckich został zaabsorbowany przez heraldykę rosyjską.

### Pozostałe nazwiska
Jury Łyczkowski, na swojej stronie dotyczącej heraldyki, wspomina również o nazwisku Dzierżawski, Homolicki i Szauman .

## Występowanie w heraldyce terytorialnej
Sulimę Oporowskich przyjęła w całości za swój herb gmina Oporów. W tarczy sercowej herbu Leszna widnieje Sulima z odmienioną tynkturą dolnego pola i uszczerbiona o kamienie. Herb gminy Aleksandrów Kujawski zawiera kamienie z Sulimy.

## Odmiany
Z racji relatywnie małej liczby herbownych nie wykształciła się duża liczba odmian herbu. Tylko dwie z nich to odmiany zwykłe – jedna, Tryncza, pochodzi z nobilitacji w 1540 dla Feliksa z Trynczy (Tryńczy), druga – Seeguth-Stanisławski, była odmianą pomorską. Seeguthowie otrzymali też tytuł hrabiowski, przez co powstał nowy herb Seeguth-Stanisławski hrabia. Bardziej znaną arystokratyczną rodziną Sulimitów byli Sułkowscy. Otrzymane przez nich tytuły hrabiowski i książęcy zaowocowały powstaniem herbów: książęcego Sułkowski i Sułkowski hrabia.
Juliusz Karol Ostrowski w swojej Księdze herbowej rodów polskich podaje jeszcze odmiany o numerach II-VIII:
- Sulima II – na tarczy dzielonej w pas w polu górnym czerwonym pół orła czarnego z przepaską srebrną. W polu dolnym, czerwonym trzy kamienie (2 nad 1). Jest to wizerunek herbu Sulima w stylizacji Piekosińskiego.
- Sulima III – na tarczy dzielonej w pas w polu górnym srebrnym pół orła czarnego. W polu dolnym, czerwonym trzy kamienie (2 nad 1). Jest to wizerunek z Herbarza Arsenalskiego z 1530.
- Sulima IV – na tarczy starofrancuskiej, w polu niewiadomym, pół orła czarnego nad trzema kamieniami (2 nad 1). Wizerunek taki pochodzi z pieczęci Mikołaja Oporowskiego z 1413.
- Sulima V – na tarczy starofrancuskiej, dzielonej w pas w polu górnym srebrnym pół orła czarnego. W polu dolnym, czerwonym trzy kamienie (2 nad 1). Jest to wizerunek z Roli Marszałkowskiej.
- Sulima VI – na tarczy starofrancuskiej, dzielonej w pas w polu górnym pół orła czarnego. W polu dolnym, trzy kamienie (2 nad 1). Tak przedstawiono herb na pieczęci Piotra Gamrata z 1544.
- Sulima VII – w polu złotym pół orła czarnego nad tarczą czerwoną z trzema kamieniami złotymi (2 nad 1). Labry czerwone, podbite srebrem. Jest to odmiana z Herbarza Galicyjskiego.
- Sulima VIII – różni się tylko labrami – czarnymi podbitymi złotem. Jest to odmiana z Herbarza Galicyjskiego.

Obecnie nie uważa się ich za samodzielne odmiany. Nie wzmiankują o nich autorzy współczesnych opracowań – Tadeusz Gajl, Alfred Znamierowski i Józef Szymański. Gajl pisze wprost, że opuścił liczne wersje rysunkowe, odmiany kształtu i maniery.
| Odmiany herbu Sulima | Odmiany arystokratyczne herbu Sulima |  |  |

## Galeria

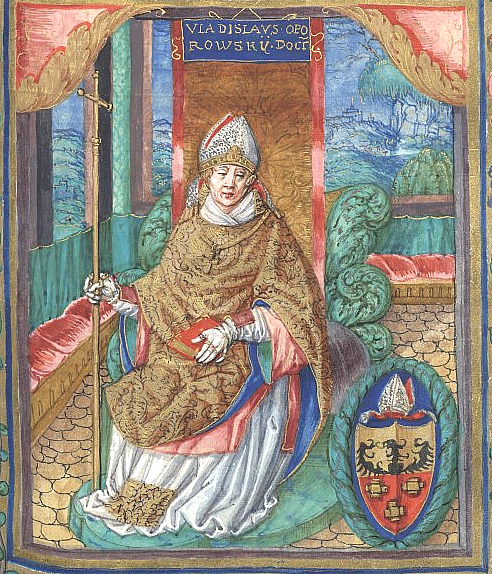
Herb Sulima na portrecie biskupa Władysława Oporowskiego
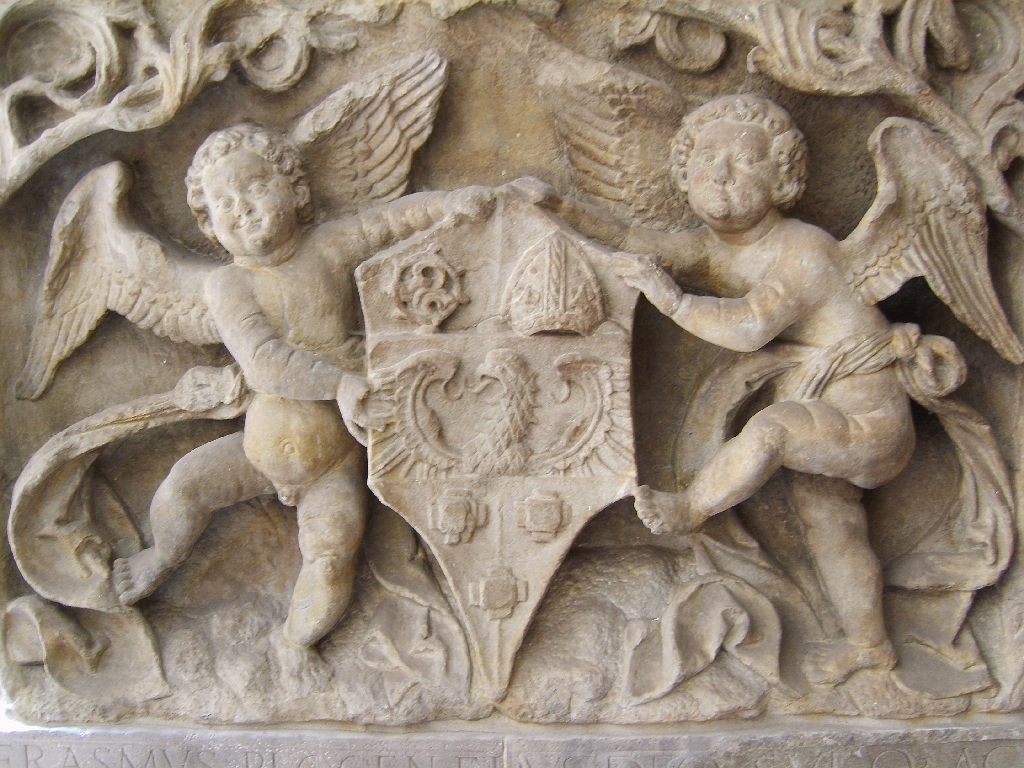
Biskupia odmiana herbu Sulima, należąca do Erazma Ciołka
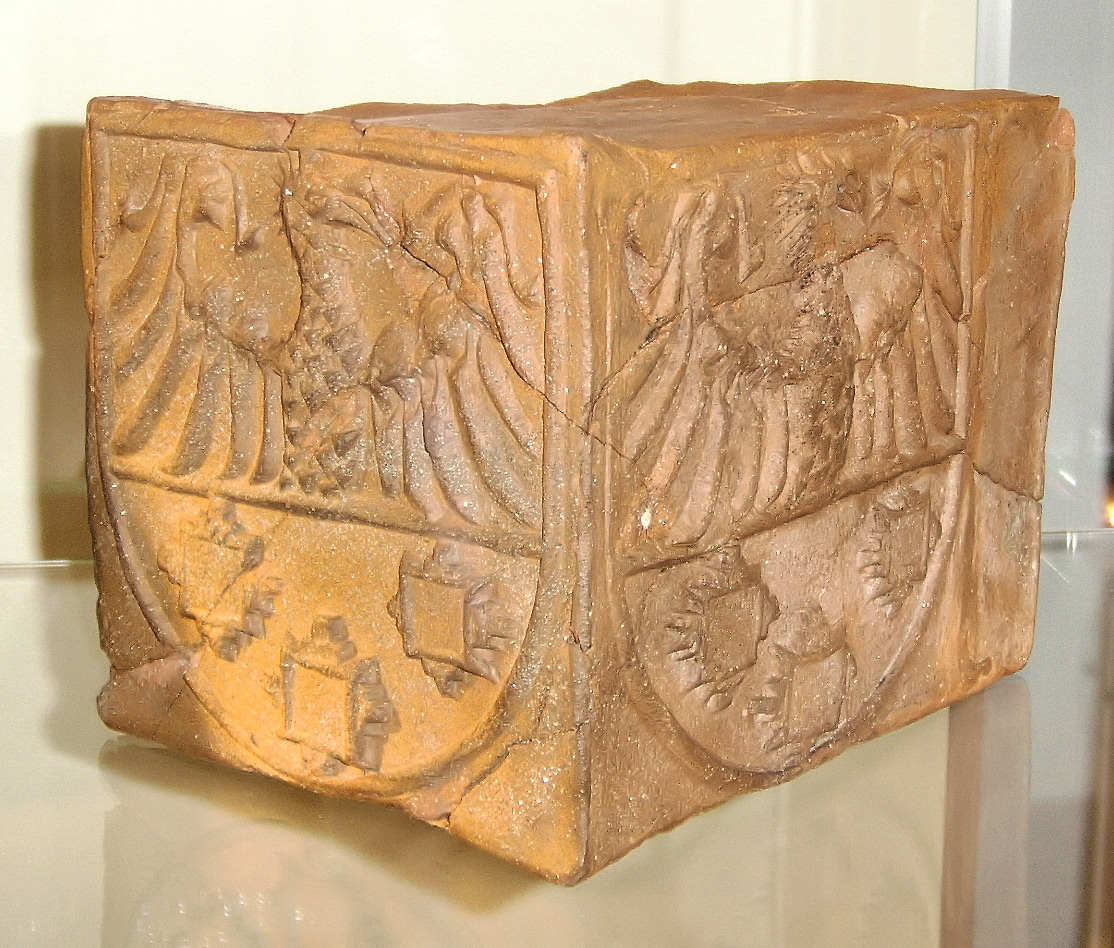
Kafel narożny z herbem sulima (XV w.)
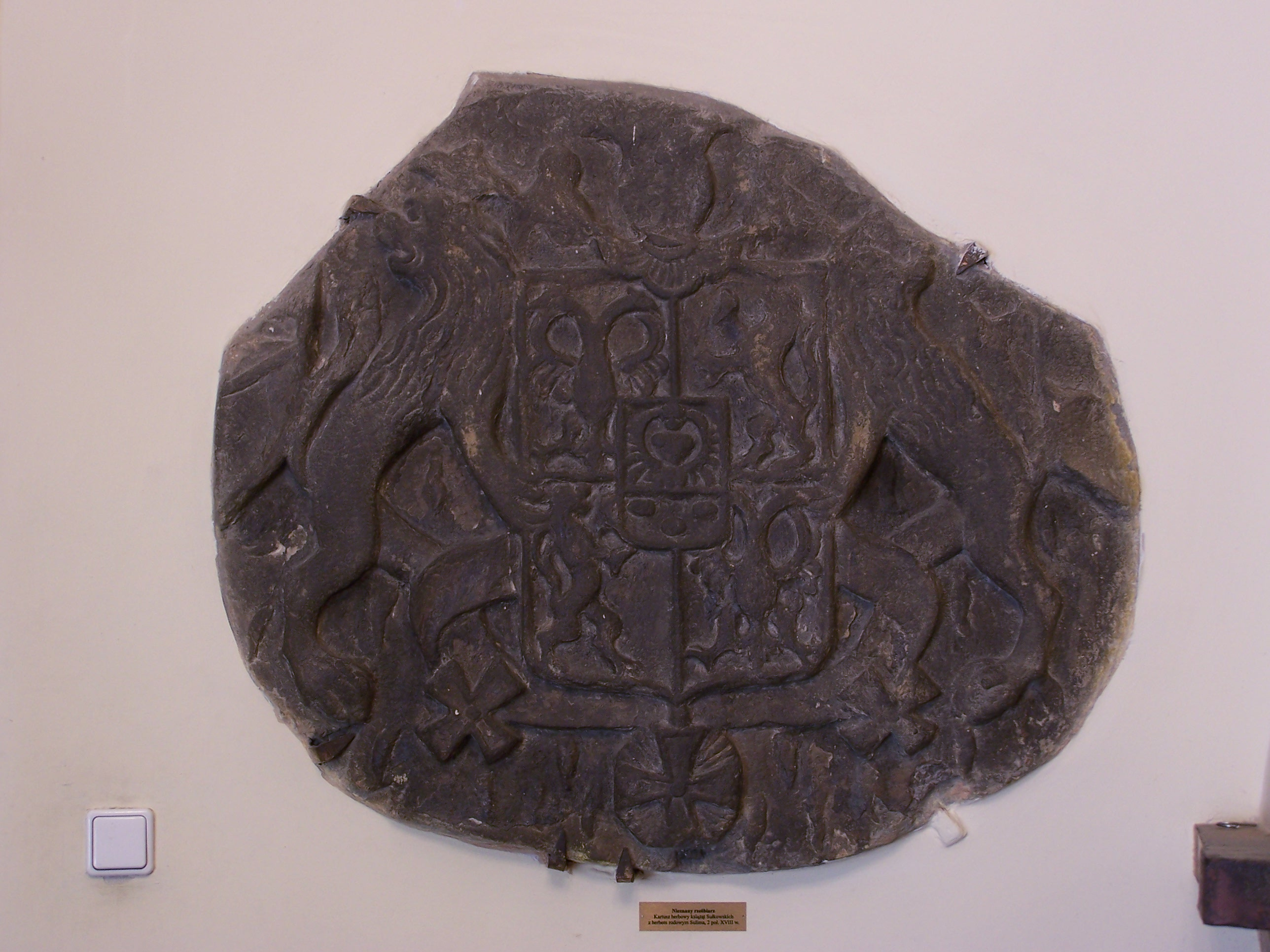
Kartusz z herbem złożonym – herb Sulima w polu sercowym z Zamku książąt Sułkowskich
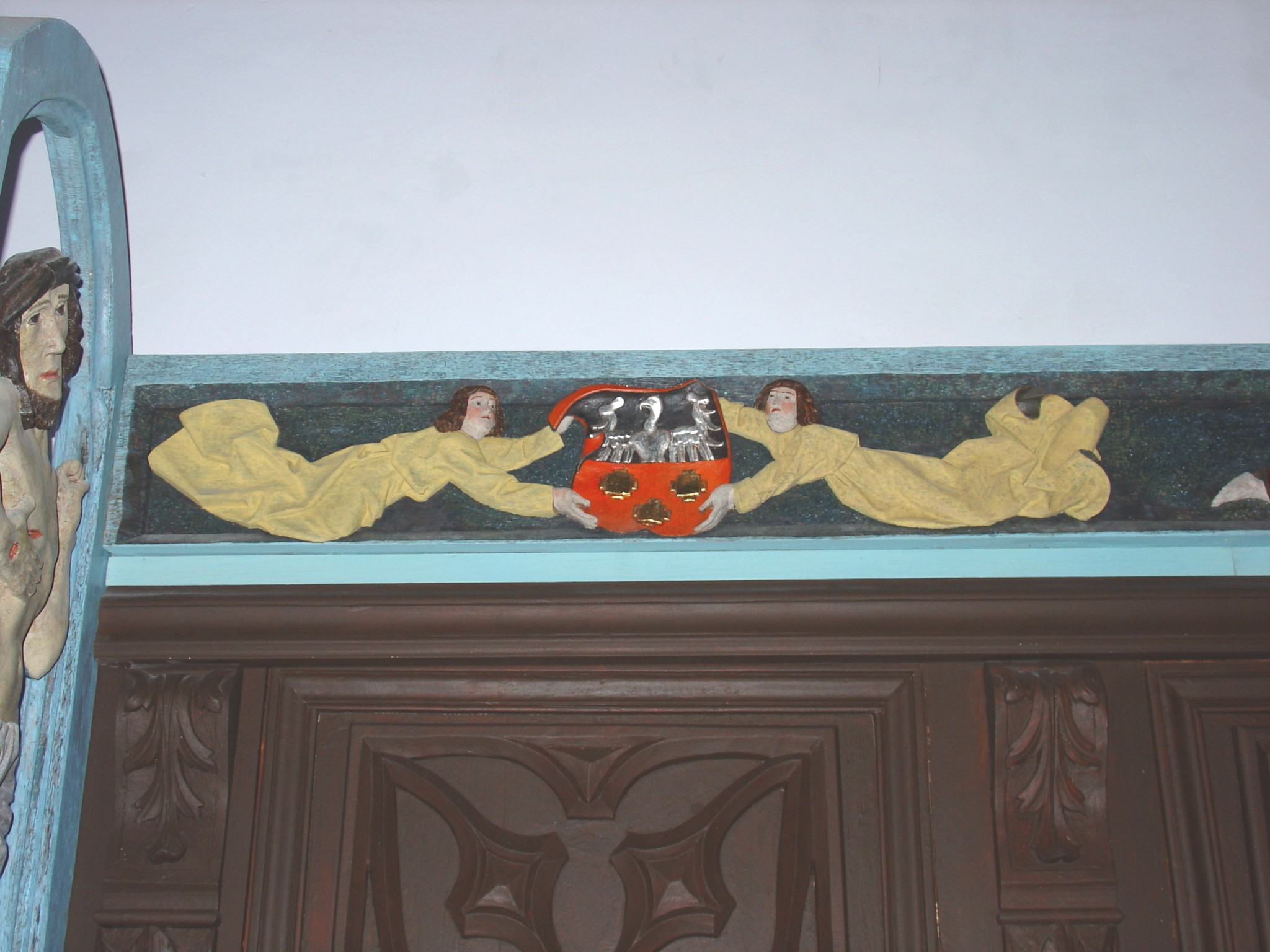
Herb Sulima z kościoła w Bratoszewicach
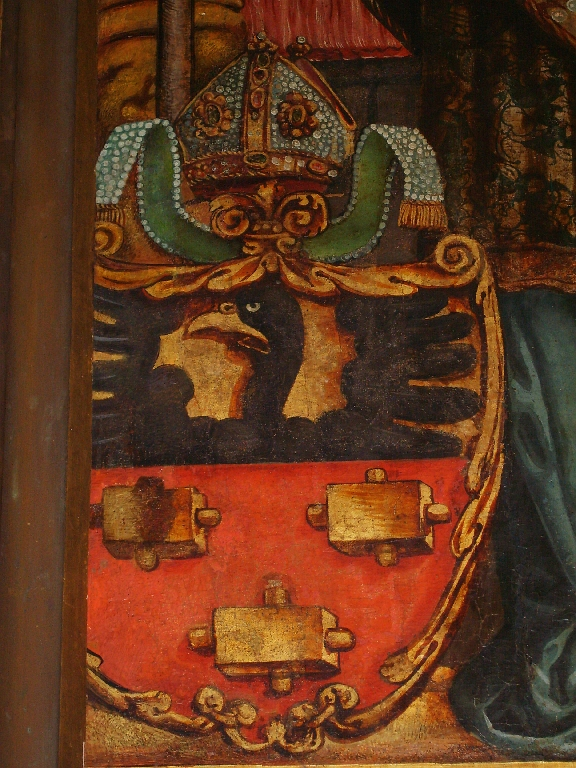
Sulima z portretu biskupa Piotra Gamrata
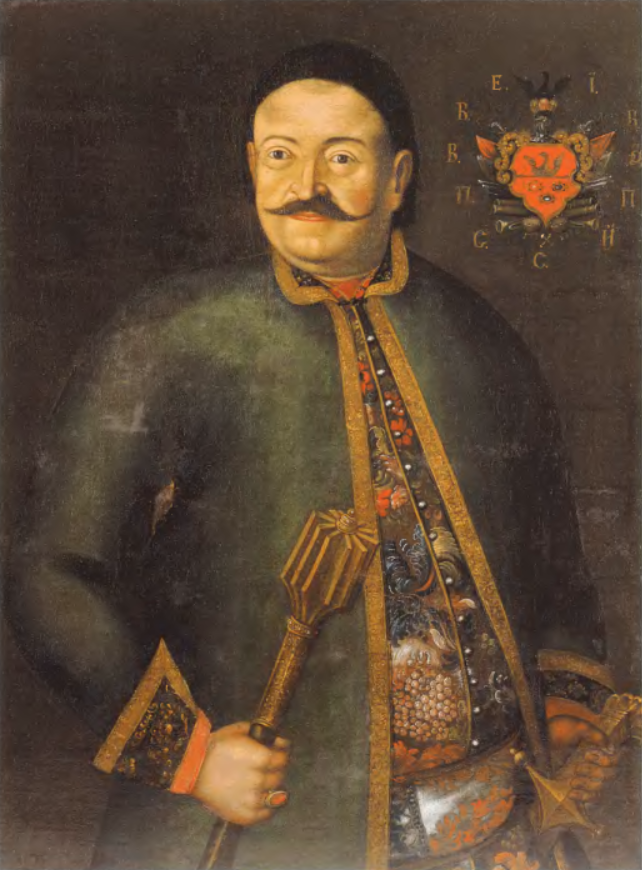
Portret Semena Sulimy z herbem
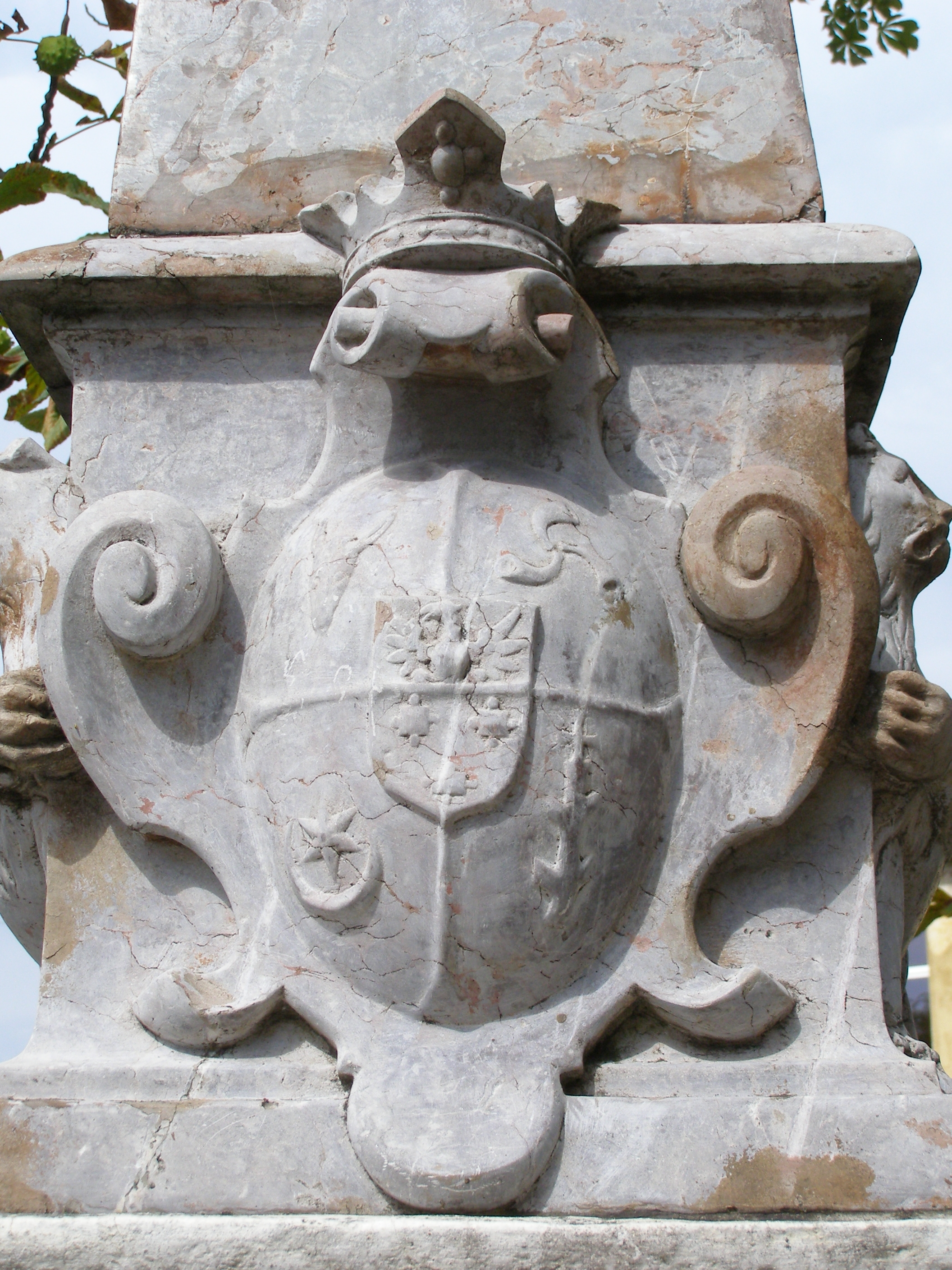
Kartusz herbowy w Dąbrowie Tarnowskiej, zawierający herb Sulima w polu sercowym
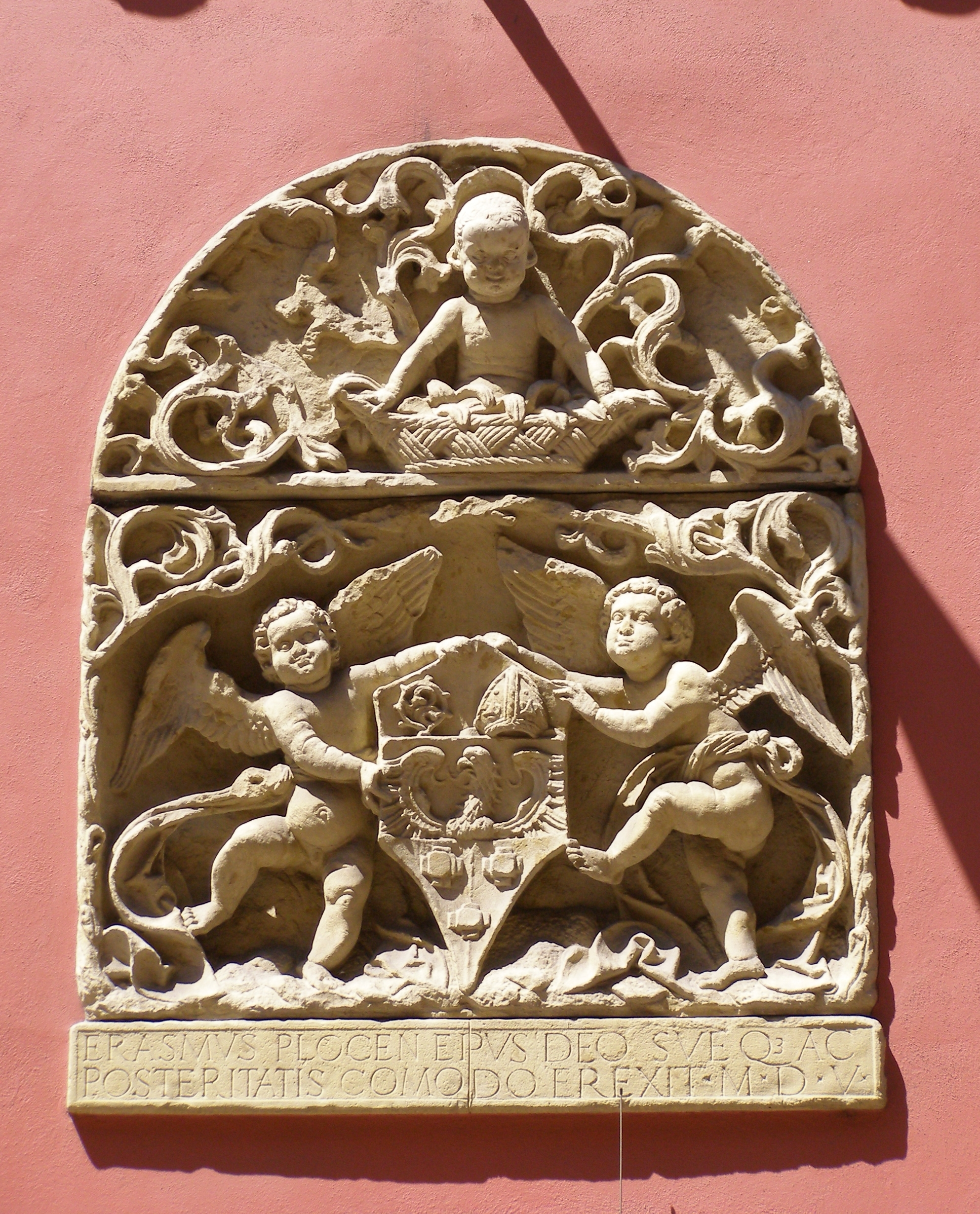
Tablica fundacyjna z herbem Sulima na Pałacu Erazma Ciołka
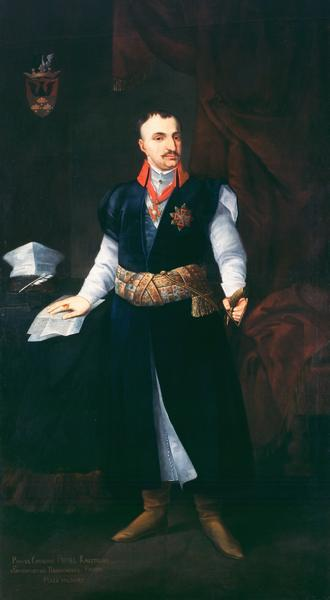
Portret przedstawiający Pawła Popiela i herb Sulima
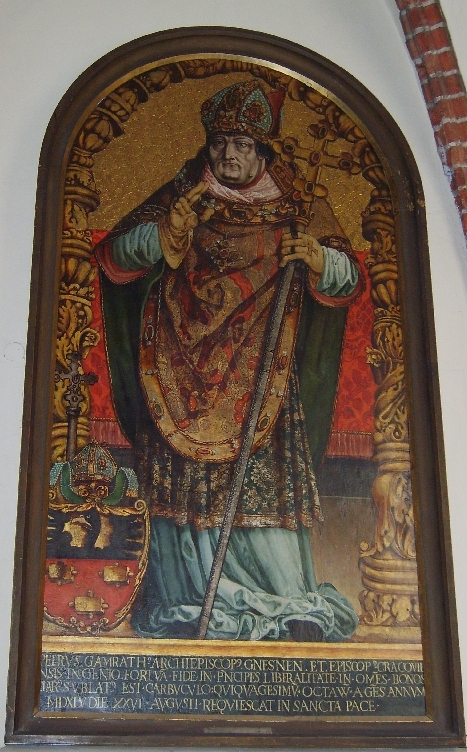
Portret biskupa, Piotra Gamrata z herbem w lewym dolnym rogu
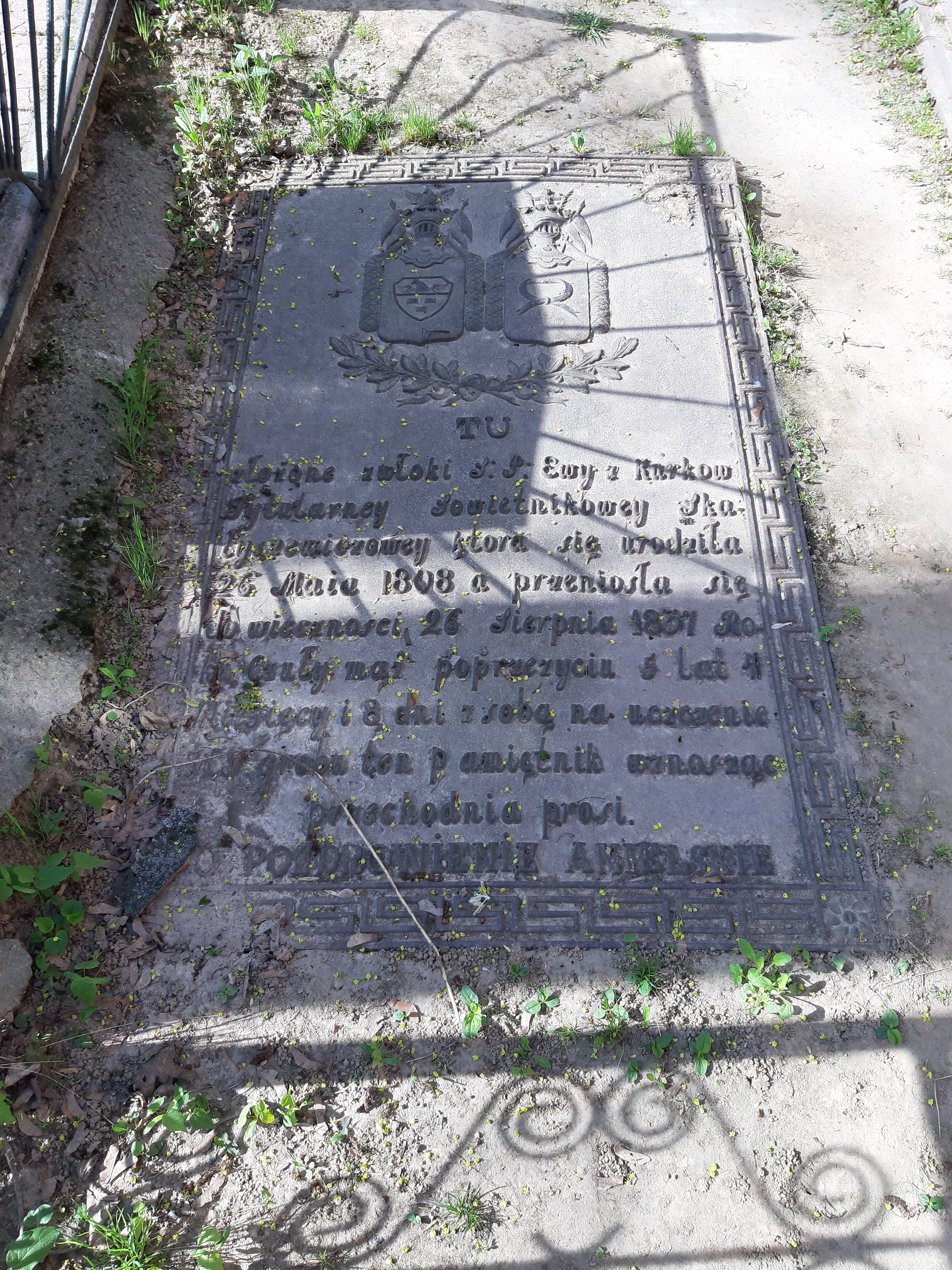
Sulima i Nałęcz na grobie Ewy z Karków Skałyszewiczowej (1808–1837) w Mohylewie